# ثورینگتون
ثورینگتون (به انگلیسی: Thorrington) یک روستا و محله مدنی در بریتانیا است که در تندرینگ واقع شده‌است. ثورینگتون ۱٬۲۵۸ نفر جمعیت دارد.